# Bir Chouhada
Bir Chouhada è un comune dell'Algeria, situato nella provincia di Oum el-Bouaghi.